# Casarão da Fazenda São Jorge
O Casarão da Fazenda São Jorge, também conhecido como Casarão Domit, é um casarão histórico, construído entre os anos de 1926 e 1928, pelo Coronel libanês Joaquim Domit, que foi morar no casarão com sua esposa, no ano de 1929. O casarão está localizado na cidade de Irineópolis, no estado de Santa Catarina. É um patrimônio histórico tombado pelo Fundação Catarinense de Cultura (FCC), na data de 10 de outubro de 1998, sob o processo de nº 084/98.
Ainda de propriedade da Família Domit, o casarão atualmente abriga o Museu Casarão da Fazenda Domit.

## Arquitetura
A edificação foi construída em dois pavimentos com pé-direito de 4,5m. A estrutura da casa foi construída em madeira pinho fornecida da serraria que existia na fazenda na época. O piso foi construído, em madeira, no tipo encaixe macho-fêmea. O telhado de duas águas foi coberto com telhas tipo francesas.

## Museu Casarão da Fazenda Domit
O Museu Casarão da Fazenda Domit é aberto ao público, com visita previamente agendada e entrada gratuita. O acervo do museu possui peças originais da década de 1920, que conta a história e costumes de uma família aristocrata da época. O museu está localizado na Rodovia SC 460 - km 04